# Poddubówek (przystanek kolejowy)

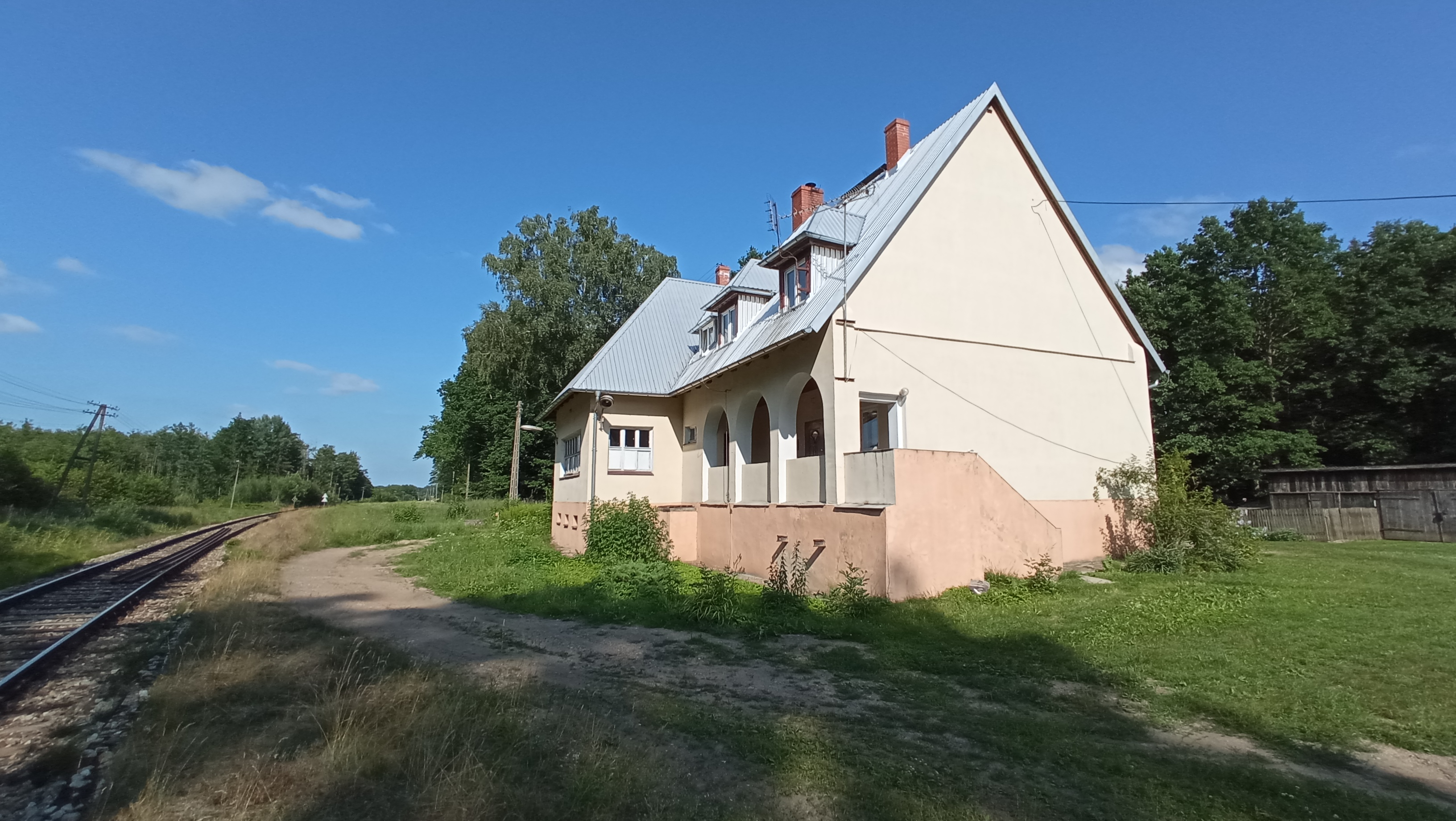
Stacja Poddubówek, widok w kierunku do Suwałk, 2021

Poddubówek – zamknięty kolejowy przystanek osobowy w Poddubówku, w województwie podlaskim, w Polsce. W 2010 roku zlikwidowano na tej linii kolejowej ruch pasażerski.